# Arciprestazgo de Sanabria 1591
Arciprestazgo de Sanabria en 1591 (Libro de los Millones).
En el Libro de los millones de 1591 dentro de la provincia de Zamora se dan los datos del número de vecinos en las aldeas y pueblos de este arciprestazgo.
Estos datos son los siguientes:

## Arciprestazgo de Sanabria
- Checas................................36
- Entrepeñas............................63
- Asturianos............................92
- Río de Conejos........................92
- Cantaderrio, su anejo.................73
- Villar de los Pisones.................33
- Carrujalinos..........................18
- Montederrubio, su anejo................8
- Airedo................................17
- Doney.................................41
- Santiago de la Requejada..............41
- Rosinos, su anejo.....................55
- Vime..................................56
- Rionegro..............................24
- Palacios.............................111
- Remesal...............................30
- Otero.................................72
- Paramio...............................43
- Ferreros, su anejo....................22
- Chaguaceda............................16
- Robleda, su anejo.....................41
- Triufé, anejo de Chaguaceda...........31
- Barrolinos, anejo á Chaguaceda........38
- S.Pilane, anejo de Barrolinos.........21
- Valdespino............................59
- S.Juan de la Cuesta...................42
- Chivantes.............................49
- Rozas.................................34
- Villarino, anejo de Rozas.............51
- S.Justo...............................72
- Rábano................................61
- Barrio, su anejo......................36
- Coso..................................28
- S.Cebrian.............................79
- Murias................................70
- Vigo.................................120
- Trefacio..............................80
- Galinde...............................60
- Rivadevigo............................40
- Ilanes................................40
- Quintana, su anejo....................55
- Limianos, también su anejo............40
- Sotillo, anejo de Ilanes..............84
- S.Roman, anejo de Ilanes..............23
- Castro................................47
- Riego de Lomba........................61
- Barrio, su anejo......................43
- Cobreros..............................87
- Avedillo, su anejo....................34
- Sta.Colomba...........................84
- Requejo..............................100
- Piedraalba............................83
- Lobeznos..............................95
- Riodehonor, su anejo..................23
- Lalabor...............................51
- Sta.Cruz de Abraanes, su anejo........45
- La Puebla............................133
- Ungilde, su anejo.....................75
- Robledo...............................30
- Piedrazales...........................42
- La Granja de S.Martin.................51
- Santiago de Henoso...................101

Tiene este Arciprestazgo 62 pilas.

## De los nombres no concordantes
Hay nombres de pueblos y aldeas extintos en la actualidad o con nombres arcaicos.
Para más información, se citan aquí estas irregularidades:
- Checas, hoy día no existe.
- Río de Conejos se refiere al actual Rioconejos.
- Cantaderrio se refiere al actual Anta de Rioconejos.
- Carrujalinos se refiere al actual Carbajalinos.
- Montederrubio se refiere al actual Monterrubio.
- Airedo, hoy día no existe, puede referirse al actual Escuredo.
- Rionegro se refiere al actual Rionegrito.
- Chaguaceda es una pequeña aldea hoy día semiabandonada.
- Barrolinos, hoy día no existe pero una zona cerca de Triufé y Sampil lleva ese nombre.
- S.Pilanes, hoy día no existe o puede referirse al actual Ilanes.
- Chivantes puede referirse al actual Cervantes.
- Galinde se refiere al actual Galende.
- Rivadevigo, hoy día no existe o puede referirse al actual Ribadelago.
- Piadraalba se refiere al actual Pedralba de la Pradería.
- Riodehonor se refiere al actual Rihonor de Castilla.
- Lalabor se refiere al actual Calabor.
- Santa Cruz de Abraanes se refiere al actual Santa Cruz de Abranes.
- La Puebla se refiere a Puebla de Sanabria.
- Piedrazales se refiere a Pedrazales.
- La Granja de San Martín se refiere al actual San Martín de Castañeda.
- Santiago de Henoso, hoy día no existe.